# Kylie Cockburn

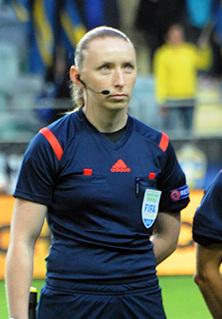
Kylie Cockburn (2015)

Kylie Margaret Cockburn (* 1. Dezember 1988 als Kylie McMullan) ist eine ehemalige schottische Fußballschiedsrichterassistentin.
Von 2013 bis 2021 stand sie auf der Liste der FIFA-Schiedsrichter und leitete internationale Fußballpartien.
Cockburn war Schiedsrichterassistentin bei der Weltmeisterschaft 2019 in Frankreich, bei der sie als Assistentin von Riem Hussein zusammen mit Mihaela Țepușă insgesamt drei WM-Spiele leitete und auch als Videoschiedsrichterassistentin eingesetzt wurde.
Zudem war sie unter anderem bei der U-19-Europameisterschaft 2016 in der Slowakei, bei der U-17-Weltmeisterschaft 2016 in Jordanien, beim Algarve-Cup 2017 und bei der U-17-Weltmeisterschaft 2018 in Uruguay im Einsatz.